# 13787 Nagaishi
13787 Nagaishi è un asteroide della fascia principale. Scoperto nel 1998, presenta un'orbita caratterizzata da un semiasse maggiore pari a 3,1989753 UA e da un'eccentricità di 0,1320707, inclinata di 2,12634° rispetto all'eclittica.